# Ulía (barrio)

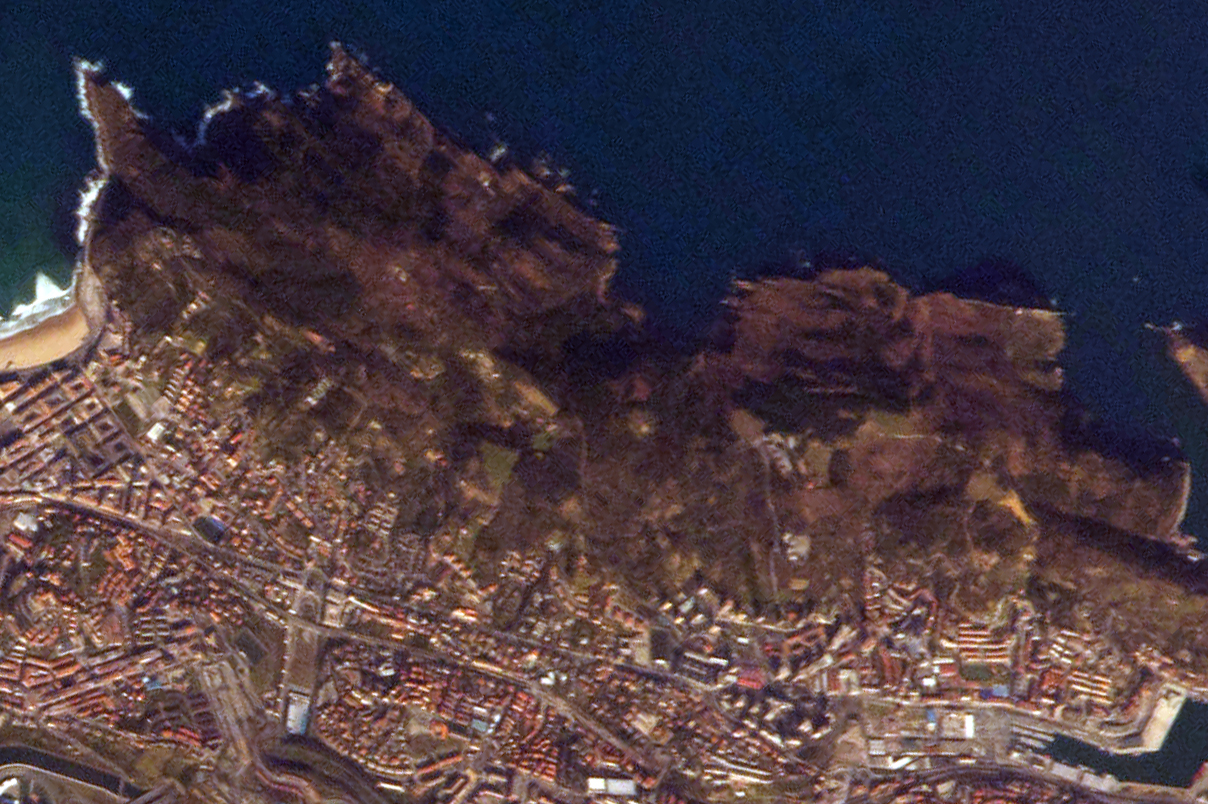
Ulía desde el aire

Ulía (Ulia en euskera) es un barrio de San Sebastián. Oficialmente denominado como Ulía-Ategorrieta, este barrio es uno entre los 17 en los que se divide la ciudad.

## Descripción geográfica
El barrio se sitúa en el corredor este de la ciudad, incluye la totalidad de la parte norte del valle de Ategorrieta y buena parte del monte Ulía con las edificaciones residenciales de su ladera sur.
Ulía limita por la parte norte y noroeste con el mar, por el oeste con el barrio de Gros, al suroeste en un pequeño tramo con Eguía, al sur con Inchaurrondo y al este con Miracruz-Bidebieta.
Los límites del barrio los marcan las siguientes calles: con Gros por parte de la calle Zemoriya, avenida de Navarra y una manzana de la avenida de Ategorrieta; con Eguía e Inchaurrondo los límites los marcan las vías de la RENFE hasta el apeadero de Ategorrieta. En este punto una línea se traza hacia el norte dejando al este las calles Intxaurrondo y Txaparrene que pertenecen a Inchaurrondo, hasta que se cruza con la Avenida del Alcalde Elósegui. Esta avenida, continuación de la Avenida de Ategorrieta, marca el límite al sur con Inchaurrondo hasta el alto de Miracruz. Por el este el límite con Miracruza-Bidebieta lo marca el camino de Mendiola.
El principal eje del barrio pasa por su parte sur y está formado por una avenida de 1,5 km de longitud que consta de una sección de la avenida de Ategorrieta y otra sección de la avenida Alcalde Elósegui. Este eje marca el límite meridional del barrio en buena parte de su recorrido.
Dentro del barrio se distinguen varias zonas o barriadas. Según la propia zonificación realizada por el Ayuntamiento, serían estas 6 zonas o barriadas:
- Manteo: viene a ser la parte más occidental del barrio, situada en las faldas del monte Ulía y cayendo hacia Gros y Sagüés. La calle Zemoriya al oeste marca el límite con Sagüés y la Avenida de Navarra al sureste con Gros. La Travesía de Rodil marca en buena parte de su recorrido el límite interno con Ulia-Barren, aunque la zona de la calle Indianoene se considera parte de Manteo.
- Ulia-Barren.
- Mitxelene.
- Tokieder: se corresponde al paseo homónimo que se inicia al final de la Travesía de Rodil, en Ategorrieta, y asciende, bordeando la finca Toki-Eder, de la que recibe el nombre, terminando en fondo de saco.
- Ategorrieta.
- Reloj de Ategorrieta: ocupa el emplazamiento de las antiguas cocheras de la Compañía del Tranvía de San Sebastián, entre la Avenida de Ategorrieta y las vías del ferrocarril de Adif. En 2003 las cocheras de la CTSS se trasladaron desde esta ubicación a un nuevo emplazamiento en la zona de Marrutxipi al otro lado de las vías del tren. En el espacio que se libró tras el traslado, se llevó a cabo un nuevo desarrollo urbanístico que se encuentra todavía en periodo de consolidación. Se construyeron dos bloques de edificación residencial abierta en un régimen mixto de vivienda de protección oficial y libre, nuevos viales de acceso a Intxaurrondo y un parque. Pervive en la zona desde antes el edificio de Villa Soroa, que es sede de varios institutos universitarios de la UPV/EHU. Esta zona recibe el nombre del "Reloj de Ategorrieta", por un emblemático reloj de calle conocido así, que se ubica desde hace décadas en la Avenida de Ategorrieta a la altura donde se ha construido esta barriada. Este reloj es uno de los símbolos del barrio de Ulía-Ategorrieta..

## Manteo
La casa "Manteo Tolare" es, según la tradición, la casa natal del almirante Antonio de Oquendo y la casa solariega de su familia. Los historiadores creen, sin embargo, que Oquendo nació probablemente en alguna otra casa que su familia poseía intramuros de la ciudad de San Sebastián. No obstante, sí está documentado que pasaba grandes periodos de descanso en esta casa ubicada en las faldas del monte Ulía. La familia Oquendo abandonó esta vivienda, y las huertas y viñedos que la rodeaban se convirtieron en tierra yerma y arenosa. Algún tiempo después, los herederos de Oquendo arrendaron la casa como caserío de labranza. Durante los dos siglos siguientes, la casa sufrió notables modificaciones. En 1939 Manteo Tolare fue donada al Ayuntamiento de San Sebastián por la marquesa de San Millán, que era heredera y descendiente de Oquendo. El edificio fue reconstruido por el arquitecto Joaquín de Yirizar y Barnoya y devuelto a su aspecto original. En 1950 fue abierta al público como museo dedicado a la figura de Oquendo. Posteriormente fue reconvertido en centro cultural. Actualmente se denomina Centro Cultural Okendo y da servicio a los barrios de Gros y Ulía. La casa Manteo Tolare ocupa solo parte de las instalaciones del actual centro cultural, que es más amplio.

## Topónimo
El topónimo Ulía (en euskera Ulia) se refiere a uno de los tres montes que dominan la ciudad de San Sebastián. Es un topónimo de significado etimológico claro que significa "ciudad" en vasco. Antiguamente se llamaba monte Mirall, topónimo gascón que indicaba su utilización como miradero o atalaya ballenera. Distintos profesores de la lengua vasca aseveran que el origen es una variación de la palabra en euskera "Hiria" (ciudad).

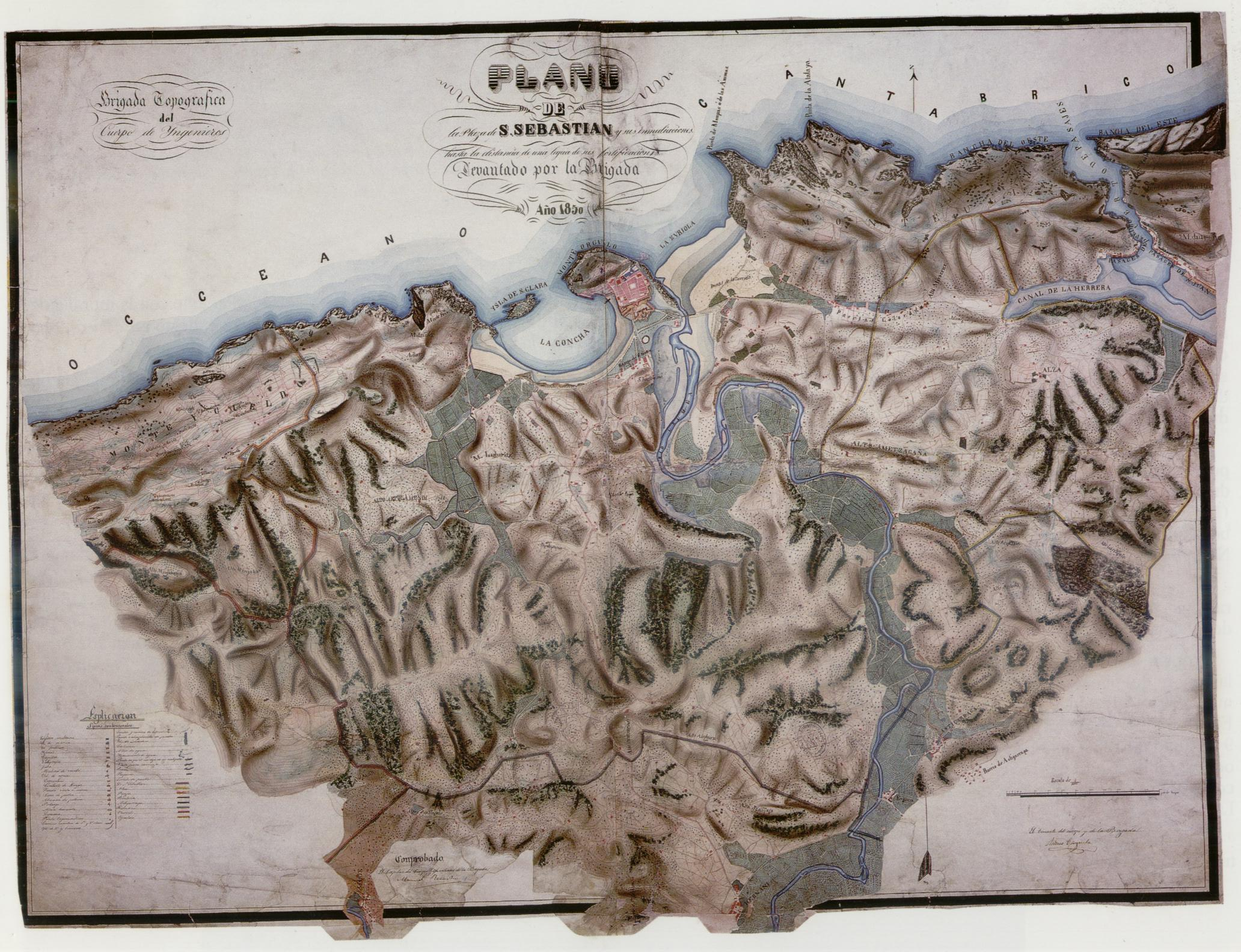
Mapa de San Sebastián de 1850, donde se puede ver el barrio de las Puertas Coloradas

El topónimo Ategorrieta se traduce del euskera al castellano como lugar de puertas coloradas o lugar de la puerta colorada, de ate (puerta) + gorri (rojo, colorado) y el sufijo locativo -eta. El topónimo aparece mencionado por cronistas del siglo XIX y en mapas de la época bajo la denominación de Puertas Coloradas. El hecho de que con el paso de los años la versión vasca del topónimo haya prevalecido totalmente sobre la castellana, hasta el punto de hacerla desaparecer, hace pensar que las referencias del siglo XIX a las puertas coloradas no eran sino la traducción al castellano del nombre popularmente utilizado.
Según una etimología popular, este nombre le viene al barrio por el hecho de que el rojo era el color de las puertas de las casas que se ubicaban en esta zona durante el siglo XIX. Otra versión más erudita dice que el nombre proviene del portón de color rojo sangre denominado popularmente Ate Gorria (puerta roja) que cerraba el puente viejo de Santa Catalina, cuando este era de madera, también allá por el siglo XIX. En ese portón se cobraba la tasa de entrada a la ciudad a personas y carros. Visto desde la ciudad de San Sebastián, ubicada en la orilla izquierda del Urumea, la parte de la orilla derecha, más allá del portón y a lo largo del camino que iba hacia Pasajes y Alza, sería denominada bajo la denominación genérica de Ategorrieta (lugar de la puerta roja).

## Enseñanza
- Escuela Oficial de Idiomas de San Sebastián/Donostiako Hizkuntza Eskola Ofiziala, Zemoriya, 24: centro público de enseñanza de idiomas dependiente del Departamento de Educación, Universidades e Investigación del Gobierno Vasco. Esta EOI imparte una enseñanza dirigida al alumnado adulto. La Escuela se fundó en 1989 y está ubicada en una antigua escuela Primaria.[4]
- CEBAD San Sebastián/UOHI Donostia, Zemoriya, 20: centro público de educación de Personas Adultas (EPA) a distancia que ofrece la posibilidad de realizar los estudios básicos necesarios para la obtención del título de Graduado en Secundaria.[5]
- Colegio San Ignacio/San Ignacio Ikastetxea, Av.Navarra: colegio concertado perteneciente a la Compañía de Jesús de carácter mixto. Imparte todos los ciclos de enseñanza de infantil a secundaria.[6]
- IES Xabier Zubiri-Manteo BHI, Alejandría, 2: instituto de educación secundaria público.
- Zurriola Ikastola, Indianoene, 1: ikastola concertada que ofrece estudios de enseñanza infantil, primaria y secundaria.[7]

## Equipamiento deportivo
- Polideportivo Municipal de Manteo/Manteo Udal Kiroldegia, Rodil, 8: polideportivo municipal gestionado por el Bera Bera RT[8]

## Equipamiento cultural
- Casa Cultura Okendo/Okendo Kultur Etxea, Av.Navarra, 7

## Asociacionismo
- Ulia Auzo Elkartea/AA.VV.Ulía
- Club del Jubilado de Ulia-Ategorrieta "Uliatarra", Av.Ategorrieta, 67

## Callejero
- Alcalde José Elosegi, Avenida del / José Elosegi Alkatearen Hiribidea
- Alejandría, Calle de / Alejandría Kalea
- Arbola, Paseo de / Arbola Pasealekua
- Atarizar, Calle de / Atarizar Kalea
- Ategorrieta, Avenida / Ategorrieta Hiribidea
- Ategorrieta, Calzada Vieja de / Ategorrietako Galtzara Zaharra
- Baderas, Calle de / Baderas Kalea
- Fernando Sasiain, Calle de / Fernando Sasiain Kalea
- Gurutze, Paseo de / Gurutze Pasealekua
- Indianoene, Calle de / Indianoene Kalea
- Larraga, Camino de / Larraga Bidea
- Manteo, Calle de / Manteo Kalea
- Mendiola, Camino de / Mendiola Bidea
- Mikel Gardoki, Paseo de / Mikel Gardoki Pasealekua
- Navarra, Avenida de / Nafarroa Hiribidea
- Rodil, Calle de / Rodil Kalea
- Toki Eder, Paseo de / Toki Eder Pasealekua
- Ulia, Paseo de / Ulia Pasealekua
- Zemoriya, Calle de / Zemoria Kalea